# Aktienmarkt

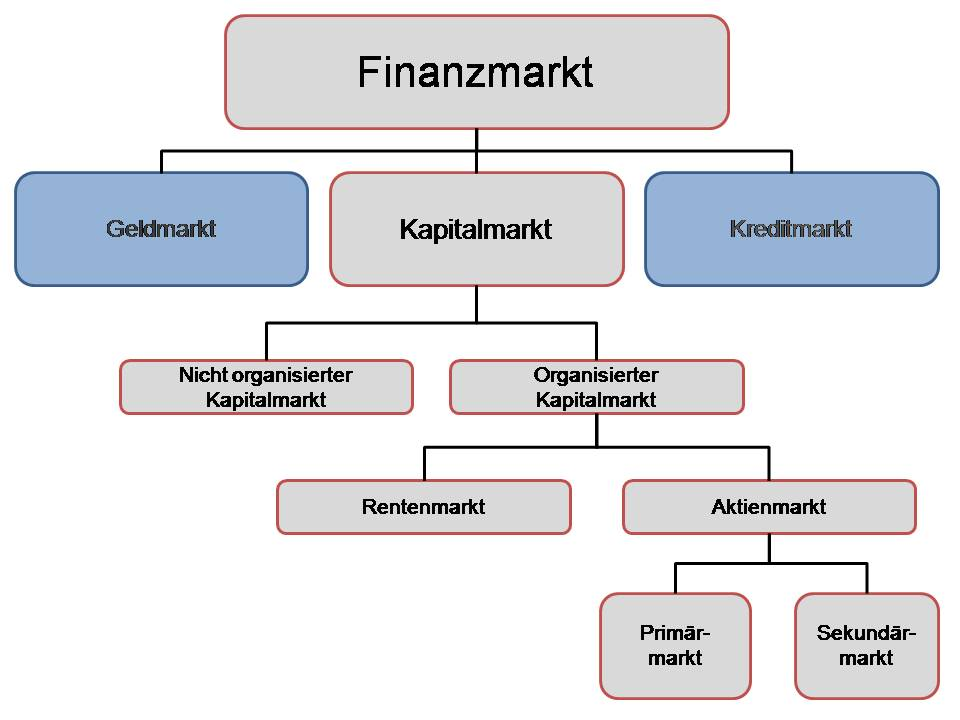
Schematische Gliederung des Finanzmarktes

Der Aktienmarkt (englisch stock market) ist ein Marktsegment des Kapitalmarkts, das den börslichen und außerbörslichen Handel mit Aktien umfasst. Komplementärbegriff ist der Rentenmarkt.

## Allgemeines
Die Finanzmärkte werden in Geld- und Kapitalmarkt eingeteilt. Der Kapitalmarkt wiederum setzt sich aus den Marktsegmenten Aktien- und Rentenmarkt zusammen. Wie bei allen Märkten gibt es auch auf dem Aktienmarkt Handelsobjekte und Marktteilnehmer, die Marktdaten zur Herstellung der Markttransparenz im Rahmen der Marktanalyse auswerten und die künftige Marktentwicklung beobachten. Sie zeigen ein bestimmtes Marktverhalten, das durch Angebot und Nachfrage zum Ausdruck kommt. Trends auf den Aktienmärkten werden mit Hilfe der Trendanalyse ausgewertet. Kernstück der Aktienmärkte sind die Aktienbörsen.

## Geschichte
Der Aktienmarkt ist so alt wie die Aktie. Die erste Aktie überhaupt repräsentierte einen Anteil von 12,5 % an der im Juni 1288 erstmals urkundlich erwähnten schwedischen Kupfermine „Stora Kopparbergs Bergslags Aktiebolag“ in Falun. In dem von der East India Company im September 1599 geschlossenen Vertrag verpflichteten sich ihre Gründer zur Aufbringung eines Kapitalfonds von 30133 £, der in 101 Aktien (englisch company shares) zerlegt war. Später folgte die Vereinigte Ostindische Kompanie (VOC), deren Aktien erstmals am 3. März 1603 zwischen Jan Allertsz und Maria van Egmont gehandelt wurden. Das aus sechs Kammern (niederländisch kamers) bestehende Unternehmen war weltweit das erste, das Aktien ausgab. Allerdings blieben die Aktionäre (niederländisch participanten) der VOC zehn Jahre an ihre Anlage gebunden; nach der verzinsten Rückzahlung 1612 wurde den Aktionären die Möglichkeit geboten, für weitere zehn Jahre zu zeichnen. Die erste Aktienbörse entstand mit der Amsterdam Stock Exchange (niederländisch Amsterdam beurs) im Jahre 1612. Sie gilt als erste Aktienbörse, die im 17. Jahrhundert einen dauerhaften Aktienhandel ermöglichte. Die Aktienbörsen fungierten von Beginn an nicht als Präsenzbörsen, denn Anbieter und Nachfrager ließen sich durch Börsenhändler vertreten, die standardisierten Handelsobjekte (Aktien) lagerten woanders, die Börsenkurse handelten nicht die Anbieter und Nachfrager untereinander aus, sondern überließen dies den Börsenmaklern.
Die ersten deutschen Aktien gelangten 1785 an der Börse Berlin auf den Kurszettel. Sie handelte seit ihrer Gründung am 5. Juni 1739 zunächst ausschließlich mit Wechseln, bis die 1769 gegründete „Emdener Heringsfang-Company“ – die seit 1785 in Berlin ein „Comptoir“ (Niederlassung) unterhielt – an der Berliner Börse ihre Aktien handeln ließ. Weitere deutsche Aktien erschienen nach 1810 auf dem Berliner Kurszettel, und zwar Aktien der „Zuckersiederey“ (gegründet 1749), „Seehandlungs-Societät“ (Oktober 1772), „Tabacks-Regie“ (November 1808) und „Assekuranz-Societät“. Bis 1850 kamen auch Eisenbahnaktien hinzu. Preußische Staatsanleihen konnte die Berliner Börse durch Dekret vom 27. Oktober 1810 einführen. Die Einführung von Aktien an der Wiener Börse begann 1818 mit der Aktie der Österreichischen Nationalbank. Die Zahl der Aktien dort stieg von acht im Jahre 1848 auf 39 Ende 1867.
Im Jahr 1865, als der Aktienmarkt noch als Nebenschauplatz des Kapitalismus galt, bezeichnete Karl Marx die Aktiengesellschaft als „Resultat der höchsten Entwicklung der kapitalistischen Produktion“, auch wenn die rechtsformbedingte Haftungsbeschränkung die Manager zu exzessiven Risiken verleiten könnte. Die Aktienbörsen in Deutschland erlebten im Rahmen der Gründerzeit mit dem industriellen Aufschwung eine rasante Marktentwicklung. Den Aktienhandel führten nun auch regionale Börsen wie die Börse München (gegründet im Dezember 1830) ein, im März 1844 berichtete die Kölnische Zeitung über den ersten Aktienkurs von 131 ½ der Köln-Bonner Eisenbahnen an der Kölner Börse, es folgten die Börse Stuttgart (Februar 1861), Frankfurter Wertpapierbörse (Aktienhandel seit 1871) oder die Börse Düsseldorf (Januar 1875). Ein im Januar 1870 eingeführter monatlicher Aktienindex erreichte bereits im November 1872 seinen Höchststand, allerdings lag er bei nur 186,2 Punkten. In der Gründerzeit zwischen 1871 und 1873 entstanden in Deutschland 928 Aktiengesellschaften mit einem Gesamtkapital von 2,78 Milliarden Mark, im selben Zeitraum gründeten sich auch 107 Aktienbanken mit einem Gesamtkapital von 740 Milliarden Mark, Die Berliner Börse beherrschte nach dem Ende des Deutsch-Französischen Kriegs im Mai 1871 den deutschen Aktienmarkt. Der Gründerkrach führte am 9. Mai 1873 zu einem ersten schwarzen Freitag und ließ den Kurswert der Aktien auf die Hälfte sinken; von den 107 Aktienbanken blieben Ende 1873 lediglich noch 34 übrig. Als Folge änderte die Regierung im Juli 1884 das Aktiengesetz und wollte durch diese Novelle die Kleinsparer vom Aktienmarkt fernhalten.
Der börsliche Wertpapierhandel ruhte in Deutschland im Rahmen der deutschen Bankenkrise mit der Schließung der Börsen am 21. September 1931. Die Hamburger Börse nahm nach dem Zweiten Weltkrieg am 9. Juli 1945 einen „kontrollierten Freiverkehr“ wieder auf, am 11. März 1952 begann hier auch der amtliche Handel. In Ländern mit mehreren Aktienmärkten konzentrierte sich der Handel stark auf eine Börse, die dadurch zur Hauptbörse avancierte. Während auf die Pariser Börse 95 % der französischen Börsenumsätze entfallen, erreicht die New York Stock Exchange 80 % des Umsatzes aller US-Börsen. Auch in Deutschland verloren die regionalen Börsen an Bedeutung; die Frankfurter Wertpapierbörse entwickelte sich nach dem Zweiten Weltkrieg zum führenden Aktienmarkt Deutschlands, auf dem auch internationale Aktien gehandelt werden. Etwa zwei Drittel aller deutschen Börsenumsätze entfallen auf Frankfurt, gefolgt von Düsseldorf. Von den 10.700 Unternehmen, deren Aktien im September 2014 an der Frankfurter Börse gehandelt wurden, nennen nur knapp 1.000 Frankfurt als ihren Heimatmarkt, die übrigen sind ausländische Aktien.

## Marktteilnehmer und Marktdaten
Als Marktteilnehmer gibt es am Aktienmarkt Aktionäre, Anleger (institutionelle Anleger oder Privatanleger), Emittenten, Kreditinstitute sowie Börsenhändler und Börsenmakler. Das Handelsmotiv dieser Marktteilnehmer kann Geldanlage, Dienstleistung (Kreditinstitute mit Wertpapierorders ihrer Kunden), Arbitrage oder Spekulation sein. Markttransparenz wird vor allem durch die Börsenkurse und die Veröffentlichungen der Unternehmensdaten durch Emittenten geschaffen. Die Marktmechanismen bewirken eine Kursbildung durch Angebot und Nachfrage, das durch die Marktteilnehmer zustande kommt. Typische Marktdaten sind neben dem Börsenkurs die Dividendenrendite und der Aktienindex. Während die Dividendenrendite als Bezugswert eine Art „Marktzins“ darstellt, reflektiert der Aktienindex die Kursentwicklung und das Kursniveau auf den Aktienmärkten.

## Arten
Allgemein gibt es seit November 2007 in allen EU-Mitgliedsstaaten die Börsensegmente „regulierter Markt“ (englisch regulated market) und „börsenregulierter Markt“ (englisch regulated unofficial market). Während der „regulierte Markt“ von der Europäischen Union überwacht wird, erfolgt die Regulierung des „börsenregulierten Markts“ durch die jeweilige Börse selbst. Die bisherigen deutschen Börsensegmente „amtlicher Markt“ und „geregelter Markt“ wurden im November 2007 in den „regulierten Markt“ überführt. Er stellt an der Frankfurter Wertpapierbörse mit den Börsensegmenten General Standard und Prime Standard aufbauende Handelssegmente mit höheren Transparenzstandards dar. Das Segment „börsenregulierter Markt“ ist an der Frankfurter Börse der Freiverkehr (englisch open market), seit Oktober 2005 Open Market genannt. Im Open market existieren derzeit die Unterbereiche Quotation Board (ehemals Second Quotation), Basic Board und Scale. Der Bereich First Quotation wurde im Juni 2012 nach einigen Skandalen (Marktmanipulation, Kapitalanlagebetrug) wieder abgeschafft. Scale ist mit relativ geringen Anforderungen und Folgepflichten besonders für kleinere Unternehmen geeignet, die neu an die Börse möchten.
Im Hinblick auf den Umlauf unterscheidet man zwischen Primär- und Sekundärmarkt. Während auf dem Primärmarkt die Aktiengesellschaften erstmals ihre Neuemissionen vorstellen und Emissionen von Kapitalerhöhungen anbieten, werden auf dem Sekundärmarkt die bereits in Umlauf befindlichen Aktien gehandelt.

## Volkswirtschaftliche Bedeutung
Der französische Ökonom Léon Walras beschrieb 1898 im Walras-Gesetz die Kursbildung am Beispiel des Aktienmarkts und setzte als Hypothesen unter anderem eine hinreichend große Zahl von Käufern und Verkäufern, einen den Anfangskurs ausrufenden Auktionator (Börsenmakler), verbindliche Mengenäußerungen der Käufer und Verkäufer und die Entstehung des Marktgleichgewichts voraus. Dagegen entstehen Aktienkurse nach der im Februar 1936 veröffentlichten Allgemeinen Theorie der Beschäftigung, des Zinses und des Geldes des Ökonomen John Maynard Keynes durch „Konventionen“, also eine gemeinsame Bewertungseinschätzung der Marktteilnehmer, die zumeist deutlich durch Stimmungen beeinflusst werde. Er hielt diese Umweltzustände zwar für stabil, sah jedoch die Stabilität nur dann als gegeben an, wenn es überwiegend Marktteilnehmer gäbe, die ihren besseren Informationsstand zu einem stabilen Kursgleichgewicht am Aktienmarkt nutzten. Keynes skeptische Haltung zu den Aktienmärkten kommt insbesondere dadurch zum Ausdruck, dass er die Trennung zwischen Eigentümer und Management und die permanente Kursfeststellung als destabilisierend einstufte. Der Börsenkurs reflektiert heute das Marktgleichgewicht, durch das eine Markträumung erfolgt.
Aktienmärkte decken – zumindest teilweise – den Kapitalbedarf an Eigenkapital der Unternehmen, weil die Anleger die Aktien von einer Unternehmensgründung oder Kapitalerhöhung erwerben. Außerdem sorgen Aktienmärkte für die Verbreitung von Unternehmensdaten und für die Unternehmensbewertung durch die Kursbildung mit der Folge der aktienmarkttypischen Marktkapitalisierung. Allerdings ist diese wenig aussagekräftig, weil sie einerseits starken Bewertungsschwankungen ausgesetzt ist und andererseits die zu- oder abfließenden Geldströme nicht darstellt. Aktienmärkte übernehmen eine Ressourcenallokation, indem die Aktienkurse Signale über das Eigentum an Aktien ausstrahlen und im Idealfall alle erhältlichen Informationen reflektieren. Der Aktienmarkt ermöglicht volkswirtschaftliches Wachstum, weil die Unternehmensfinanzierung teilweise durch Aktionäre übernommen wird und diese Kapazitätserweiterungen durch Gründungs- oder Erweiterungsinvestitionen mitfinanzieren. Aktien- und Rentenmarkt übernehmen bei der Wachstumsfinanzierung komplementäre Funktionen.
Die auch auf Aktienmärkte anwendbare und von Eugene Fama 1970 aufgestellte Markteffizienzhypothese besagt, dass der Aktienmarkt Informationen sofort verarbeiten und in Kursen ausdrücken kann. Der Aktienmarkt sei hinsichtlich der Marktinformationen dann effizient, wenn kein Marktteilnehmer in der Lage sei, durch technische Analyse, Fundamentalanalyse oder Insiderhandel bei Transaktionen Gewinne erzielen zu können.